# أرتوراس غوديتيس
أرتوراس غوديتيس (بالليتوانية: Artūras Gudaitis)‏ مواليد 19 يونيو 1993 في كلايبيدا، هو لاعب كرة سلة ليتواني. بدأ مسيرته الاحترافية في سنة 2010. تم اختياره من قبل فريق فيلادلفيا سفنتي سيكسرز خلال الدرافت. يحمل الرقم 7. يبلغ طوله 6 قدم 10 بوصة (2.1 م). لعب مع زالغيريس لكرة السلة وليتوفوس رايتس.

## إحصائيات المسيرة

### الدوري الأوروبي
| السنة   | الفريق              | لعب | بدأ | دقيقة | ميداني% | ثلاثية | حرة  | ارتداد | صنع | استلاب | تصدي | نقطة | أداء |
| ------- | ------------------- | --- | --- | ----- | ------- | ------ | ---- | ------ | --- | ------ | ---- | ---- | ---- |
| 2013–14 | زالغيريس لكرة السلة | 7   | 1   | 10.3  | .600    | .000   | .636 | 2.6    | .6  | .4     | .7   | 4.4  | 6.9  |
| 2014–15 | زالغيريس لكرة السلة | 20  | 4   | 15.4  | .506    | .400   | .618 | 4.0    | .3  | .2     | .9   | 6.5  | 7.2  |
| المسيرة |                     | 27  | 5   | 14.1  | .524    | .222   | .620 | 3.6    | .3  | .2     | .9   | 6.0  | 7.1  |

## روابط خارجية
- أرتوراس غوديتيس على موقع الاتحاد الدولي لكرة السلة (الإنجليزية)
- أرتوراس غوديتيس على موقع الدوري الأوروبي لكرة السلة (الإنجليزية)
- أرتوراس غوديتيس على موقع دوري كرة السلة الياباني للمحترفين (اليابانية)
- أرتوراس غوديتيس على موقع سبورتس رفرنس (الإنجليزية)
- أرتوراس غوديتيس على موقع كرة السلة الأوروبية.كوم (الإنجليزية)
- أرتوراس غوديتيس على موقع DraftExpress.com (الإنجليزية)
- أرتوراس غوديتيس على موقع ريلجم (الإنجليزية)
- أرتوراس غوديتيس على موقع بروبوليرز (الإنجليزية)
- أرتوراس غوديتيس على موقع سبورتس رفرنس (الإنجليزية)